# Mbale
Mbale è il capoluogo del Distretto di Mbale in Uganda orientale. Si trova a 190 km nord est di Kampala, vicino al monte Elgon.

## Popolazione
La popolazione comprende i membri del gruppo etnico Gishu, principalmente i Bamasaaba e i Bagisu.
L'associazione umanitaria PONT (Partnerships Overseas Networking Trust) ha creato un collegamento con la città di Pontypridd.
Lo scopo è quello di costruire rapporti diretti in modo da aumentare la capacità e l'amministrazione degli abitanti di Mbale aiutando le comunità più povere.

## Luoghi di culto
Mbale è sede di un'Università islamica. 
Vi è inoltre una piccola comunità di religione ebraica, gli Abayudaya, composta da circa 500 persone che vivano intorno alla sinagoga Mosè. 

## Curiosità
- Una delle prime scene del film Casino Royale è impostata a Mbale, ma in realtà non è stato mai girato lì. Il protagonista James Bond interpretato da Daniel Craig, non è in scena.